# NGC 4147
NGC 4147 = NGC 4153 ist ein galaktischer Kugelsternhaufen im Sternbild Haar der Berenike mit einer scheinbaren visuellen Helligkeit von 10,4 mag. Der Haufen ist einer der kleinsten und sternärmsten Vertreter seiner Objektklasse innerhalb der Milchstraße, seine Gesamtmasse wird auf nur rund 40.000 Sonnenmassen geschätzt – etwa ein Zehntel der Masse eines durchschnittlichen Kugelsternhaufens und hat einen geschätzten Durchmesser von max. 100 Lichtjahren. Er befindet sich in einer geschätzten Entfernung von 60.000 Lj. vom Sonnensystem und 70.000 Lj. vom Galaktischen Zentrum.
Er wurde am 15. Februar 1784 von William Herschel entdeckt. Es wird vermutet, dass die Beobachtung Herschels, die später zum Eintrag NGC 4153 im New General Catalogue führen sollte, dieses Objekt zum Gegenstand hatte.